# 斯特凡·基斯林
斯特凡·基斯林（德語：Stefan Kießling，1984年1月25日—），是一位德國退役足球運動員。司職前鋒。現為德甲球會勒沃库森代表兼形象大使。

## 職業生涯

### 早年生涯
基斯林出生於德國巴伐利亞州的利希滕費爾斯。2001年，他加入了德甲球隊紐倫堡的青年隊。一年後，由於他在青年隊表現傑出，球隊與他簽下一紙長達六年的職業合約。2003年4月26日，他在一場對陣漢堡的德甲聯賽中，上演職業首秀。

### 勒沃庫森
2006年夏天，基斯林以650萬歐元的身價轉會至勒沃库森。在來到勒沃庫森後，他隨即成為球隊的主力前鋒，連續幾個賽季都能保持大約十球的進球數。2009–10賽季，他個人迎來突破。他在聯賽中出賽33場並打入了21球。僅次於當賽季的聯賽最佳射手，位居第二名。他也在賽季結束後入選年度最佳陣容。
2012–13賽季，基斯林在聯賽中打進25顆進球，以一球之差擊敗成為联赛最佳射手。他身材高大，不但對抗能力強，還能做為橋頭堡助攻隊友。在這個賽季，他還有七次助攻，在隊中也屬頂尖數據。

## 國家隊生涯
基斯林曾代表德國U21出賽過15場比賽並打入四顆進球。2007年3月28日，他在一場對陣丹麥的友誼賽中，首次代表成人國家隊出場。2010年夏天，他入選了德國隊參加2010年世界盃的23人大名單，並在這屆賽事中，替補出場了兩場比賽。
世界盃結束之後，即使基斯林在聯賽中表現不俗，他也不曾再入選過國家隊。他曾表示：只要繼續擔任國家隊主教練，他就不會考慮接受國家隊的徵召。

## 榮譽
紐倫堡
- 德國足球乙級聯賽冠軍：2003–04
- U19巴伐利亞聯賽冠軍：2001–02

德國
- 國際足協世界盃季軍：2010

個人
- 德国足球甲级联赛最佳射手：2012–13
- 德國足球甲級聯賽年度最佳陣容：2009–10、2012–13
- 德國足協盃最佳射手：2014–15

## 個人生活
基斯林愛好廚藝，在求學期間曾經想成為一名廚師。2012年，他出版了一本名為「成功食譜（Erfolgsrezepte）」的食譜。

## 外部連結
- Fussballdaten.de：斯特凡·基斯林 （页面存档备份，存于）之統計數據（德文）
- transfermarkt.de：斯特凡·基斯林 （页面存档备份，存于）之統計數據（德文）
- Leverkusen who's who （页面存档备份，存于）